# 賈斯珀 (德克薩斯州)
賈斯珀（英語：Jasper）是一個位於美國德克薩斯州賈斯珀縣的城市。根據2010年美國人口普查，該地共人口7590人，而該地的面積約為27.09平方千米。同時該地也是賈斯珀縣的縣治。

## 地理
賈斯珀的座標為30°55′20″N 93°59′56″W / 30.92222°N 93.99889°W，而該地的平均海拔高度為62米（即203英尺）。